# Liste de bibliothèques et médiathèques du Mans

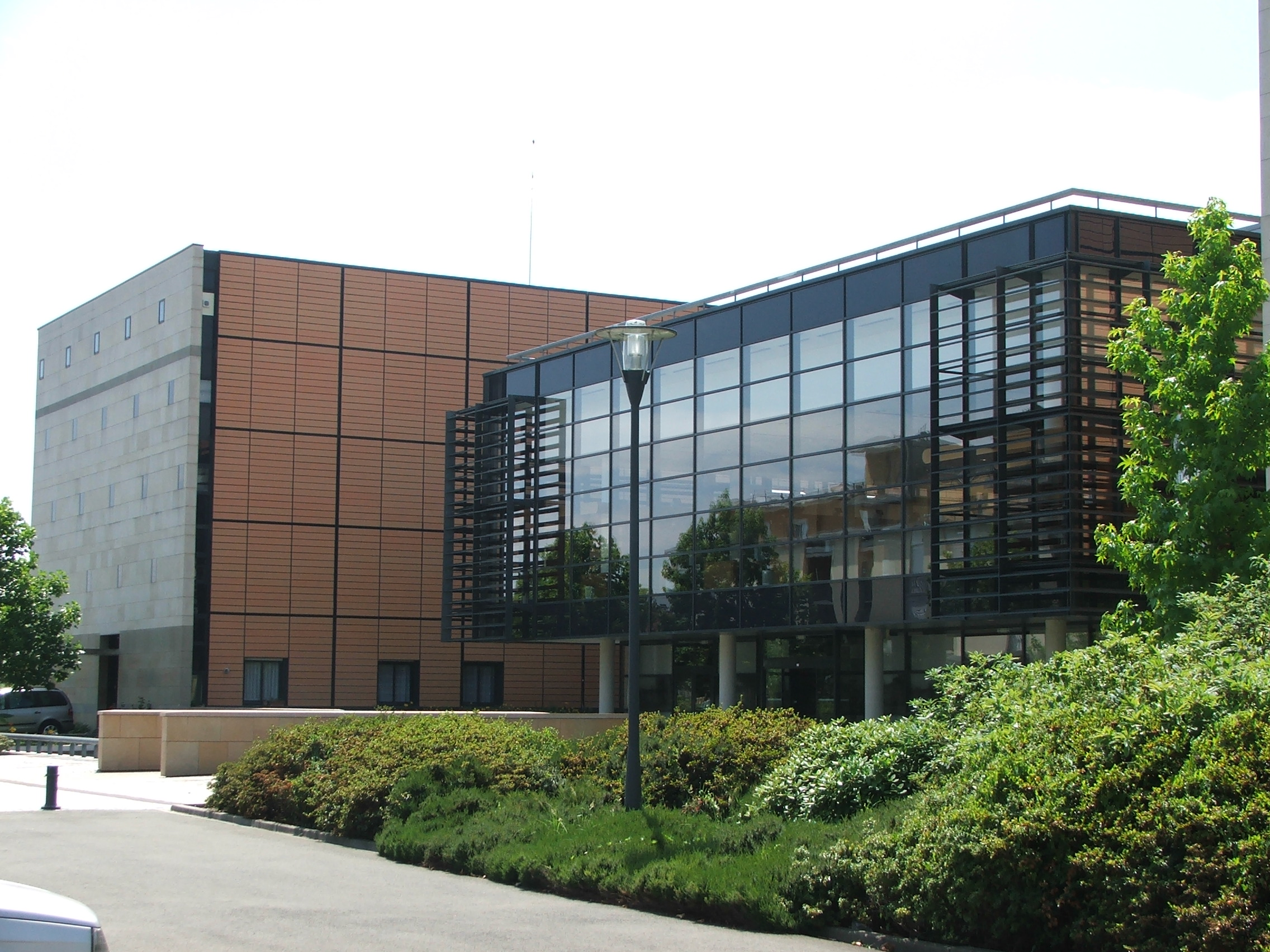
Les Archives départementales de la Sarthe

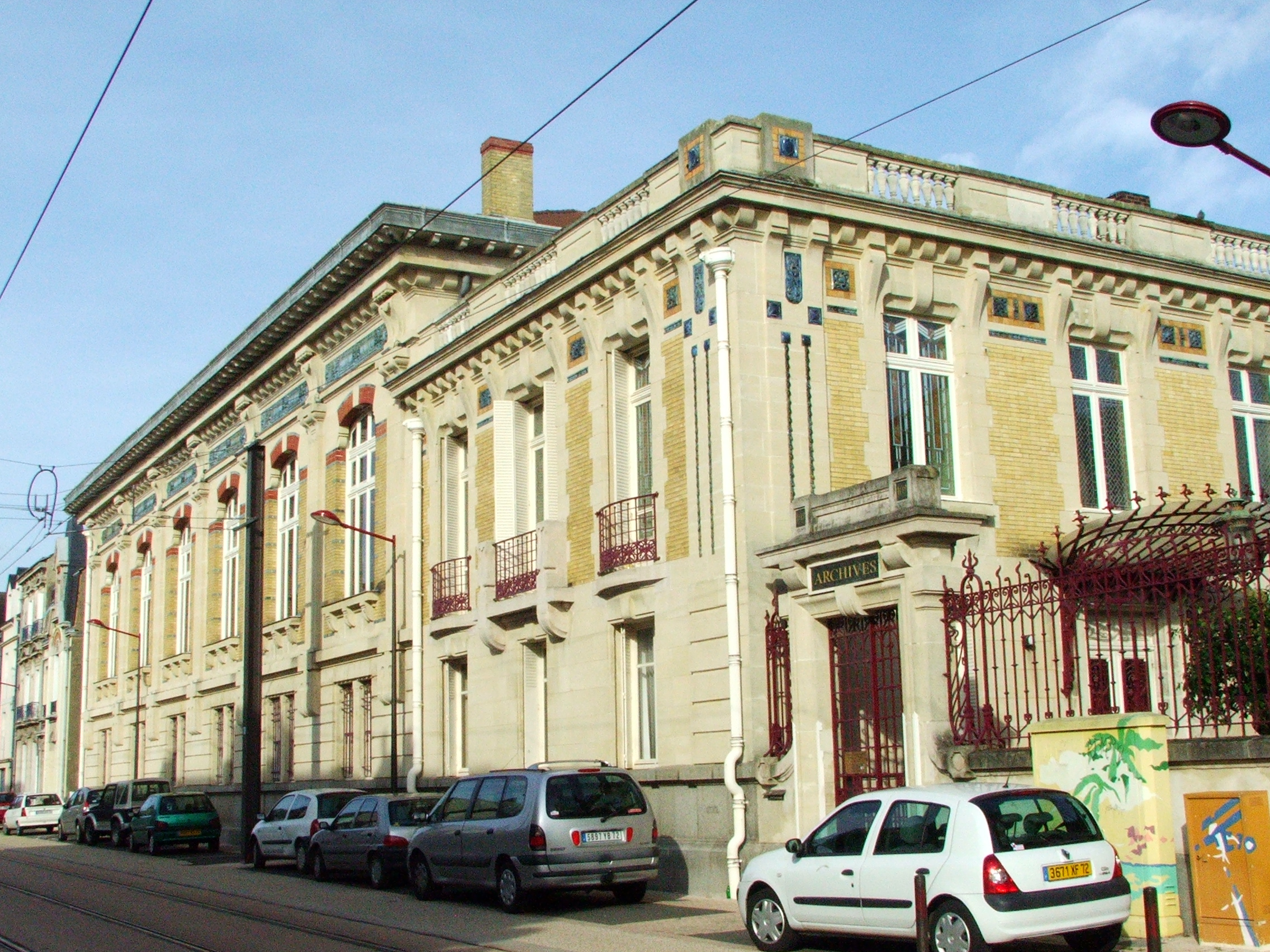
Ancienne Bibliothèque centrale Gambetta

Le Mans dispose de 6 établissements gérés par la municipalité : 4 médiathèques et 2 bibliothèques.

## Histoire
La principale médiathèque est la médiathèque Louis-Aragon, première médiathèque de la ville inaugurée en 1988. Les médiathèques de l'Espal, des Saulnières et du Sud sont des médiathèques de proximité. Les 2 autres structures sont des bibliothèques. Deux bibliothèques de la ville sont gérées par l'association Bibliothèques pour tous : les bibliothèques Emeraude et Chateaubriand. La bibliothèque universitaire du campus ouest, fut construite et réaménagée au début des années 2000. 
La bibliothèque médicale Lemanissier (BML) est spécialisée dans les ouvrages de médecine. Ouverte depuis 1975, elle est située sur le pôle du centre hospitalier. La bibliothèque théâtrale Paul Scarron se situe dans le théâtre du même nom, place des Jacobins. Elle regroupe quelque 2000 œuvres, publiées ou non et se spécialise  dans l'écriture et la lecture de pièces de théâtre ou ouvrages spécialisés et critiques.  

## Liste
Bibliothèques gérées par le service municipal:
- Médiathèque Louis-Aragon
- Médiathèque de L'Espal
- Médiathèque des Saulnières
- Médiathèque Sud
- Bibliothèque des Vergers
- Bibliothèque Jean-Moulin

Bibliothèques gérées avec le concours de l'association Bibliothèques pour tous:
- Bibliothèque Chateaubriand
- Bibliothèque Émeraude[3]

Autres bibliothèques :
- Bibliothèque universitaire du Maine (université) ;
- Bibliothèque médicale André-François-Lemanissier[4] (BML) ;
- Bibliothèque théâtrale Paul-Scarron[5] (théâtre Scarron) ;
- Bibliothèque Bérengère[6]
- Bibliothèque départementale de la Sarthe [7] (conseil général de la Sarthe) ;
- Bibliothèque associative CGT ZI Sud, ancienne bibliothèque inter-entreprise de la ZI Sud[8] (syndicat).

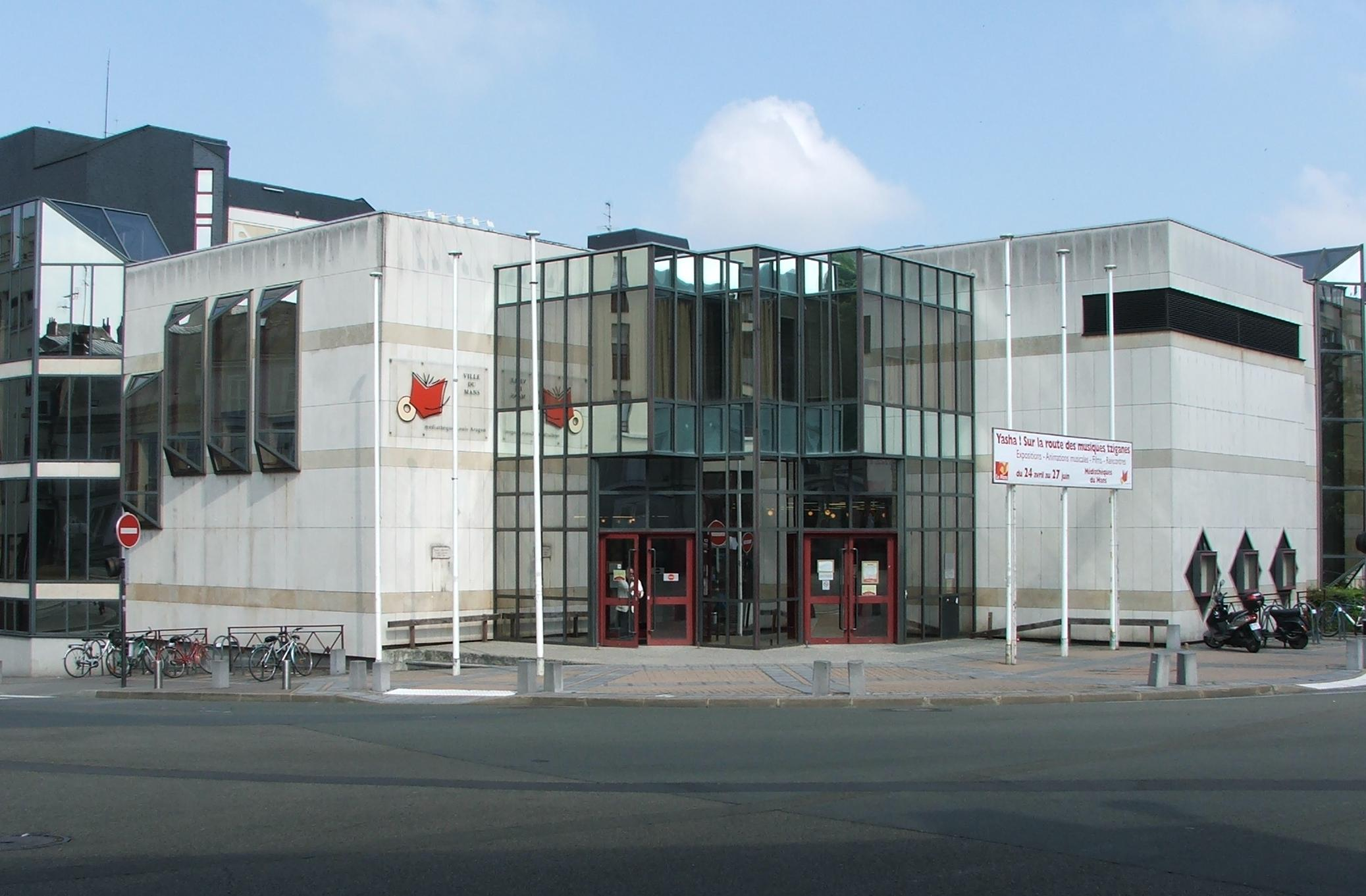
La médiathèque Louis-Aragon